# Kirsten Knip
Kirsten Knip (* 14. September 1992 in Enkhuizen) ist eine niederländische Volleyballspielerin.

## Karriere
Knip stammt aus einer sportlichen Familie. Ihre Mutter war Turnerin und ihr Vater Wim Knip spielte von 1976 bis 1980 in der Volleyball-Nationalmannschaft; auch ihre ältere Schwester Karin Knip ist Volleyballspielerin. Kirsten Knip begann ihre eigene Karriere 2002 bei VV Madjoe, wo sie bis 2007 spielte. Nach einer Saison bei VV Simokos ging die Libera 2008 zum Nachwuchsteam HAN Volleyball. Mit den niederländischen Junioren spielte sie erstmals international. 2010 wechselte Knip zum TVC Amstelveen, mit dem sie den niederländischen Pokal gewann. Anschließend ging sie zu Alterno Apeldoorn. 2012 gab die Libera ihr Debüt in der A-Nationalmannschaft. Im gleichen Jahr wurde sie von Sliedrecht Sport verpflichtet. Mit dem Verein wurde Knip 2013 niederländische Meisterin. Anschließend nahm sie an der Europameisterschaft 2013 teil, bei der die Niederländerinnen den neunten Rang belegten. 2014 wechselte Knip zum französischen Verein Istres OPVB. Bei der EM 2015 im eigenen Land unterlag die niederländische Nationalmannschaft mit Knip erst im Finale gegen Russland und wurde Vize-Europameisterin. Anschließend wurde die Libera vom deutschen Bundesligisten Rote Raben Vilsbiburg verpflichtet. Mit den Raben erreichte sie das Playoff-Viertelfinale. 2016 wechselte Knip innerhalb der Bundesliga zu den Ladies in Black Aachen. Mit dem Verein erreichte sie in der Saison 2016/17 jeweils das Viertelfinale in den Bundesliga-Playoffs und im DVV-Pokal 2016/17. Ein Jahr später wurde sie mit Aachen Dritte in der deutschen Meisterschaft. Mit der Nationalmannschaft erreichte Knip die Finalrunde der Nations League 2018. Bei der Weltmeisterschaft in Japan wurde sie mit den Niederlanden Vierte. In der Saison 2018/19 erreichte die Libera mit Aachen im DVV-Pokal 2018/19 und in den Bundesliga-Playoffs jeweils das Halbfinale. Außerdem spielte sie im Challenge Cup. Danach verließ sie den Verein und schloss sich dem rumänischen Club Volei Alba Blaj an.